# Área de manejo de hábitats y/o especies Rincón de Franquía
El Área de manejo de hábitats y/o especies Rincón de Franquía (o simplemente Rincón de Franquía) es un área natural protegida de Uruguay, ubicada en el departamento de Artigas, que desde 2013 integra el Sistema Nacional de Áreas Protegidas (SNAP). Esta zona forma parte además del área denominada Campos de Bella Unión, una de las 22 IBAs (Áreas de Importancia para la Conservación de Aves) de Uruguay, propuestas por Aves Uruguay ante BirdLife.

## Ubicación
El área Rincón de Franquía, se encuentra situada en la zona norte del país, concretamente en el extremo noroeste del departamento de Artigas, en la confluencia de los ríos Uruguay y Cuareim, al norte de la ciudad de Bella Unión; comprendiendo una serie de padrones ubicados sobre las costas de estos ríos. Se trata además de un área rodeada por otras zonas de protección ambiental, como el parque estatal del Espinilho en el estado de Río Grande del Sur, Brasil, un área de bosque, pastizales y humedales asociados al río Cuareim chico y, el Campo General Ávalos en Argentina, un paisaje natural que rodea la desembocadura del río Miriñay.

## Características
En 2004, un grupo de vecinos de Bella Unión elaboraron el proyecto de «Creación de un Área Natural Protegida y un Parque Lineal en la Zona de Franquía, Bella Unión», motivados por los procesos de degradación que se estaban produciendo en los montes ribereños ubicados junto a la desembocadura del río Cuareim en el río Uruguay, frontera con Argentina y Brasil. Este proyecto tenía como objetivo la creación de un área natural protegida sobre la desembocadura del río Cuareim, y la creación de un parque lineal sobre la costa del río Uruguay, junto a la costanera que lleva al balneario Los Pinos, al norte de Bella Unión. El objetivo es la conservación de la biodiversidad, así como fomentar la educación ambiental y el turismo sostenible en la zona. El 25 de febrero de 2011, el área fue declarada Reserva Departamental por el municipio de Bella Unión.
El área protegida comprende un total de 1229 hectáreas, de las cuales 600 pertenecen al municipio, y son ocupadas por pequeños productores a través de un permiso de usufructo expedido por el municipio. 
El área ha sido históricamente utilizada por los habitantes de la zona como lugar de esparcimiento, realizando actividades de campamento, pesca, caza e incluso han utilizado el monte nativo como fuente de leña. Muchas de estas actividades han sido limitadas a ciertas áreas fuera de la zona protegida. Existe además una zona próxima a la ciudad de Bella Unión, conocida como Parque Lineal sobre la costa del río Uruguay, donde se ubica el balneario Los Pinos, administrado por el municipio.
El 28 de julio de 2011, fue presentada ante la Comisión Nacional Asesora de Áreas Protegidas, el proyecto de ingreso al Sistema Nacional de Áreas Naturales Protegidas (SNAP), luego de que dicha propuesta fuera sometida a una audiencia pública en la ciudad de Bella Unión en marzo del mismo año. Finalmente el 17 de abril de 2013 a través del Decreto Nº121/013, el área ingresó al SNAP, bajo la categoría de «Área de manejo de hábitats y/o especies».

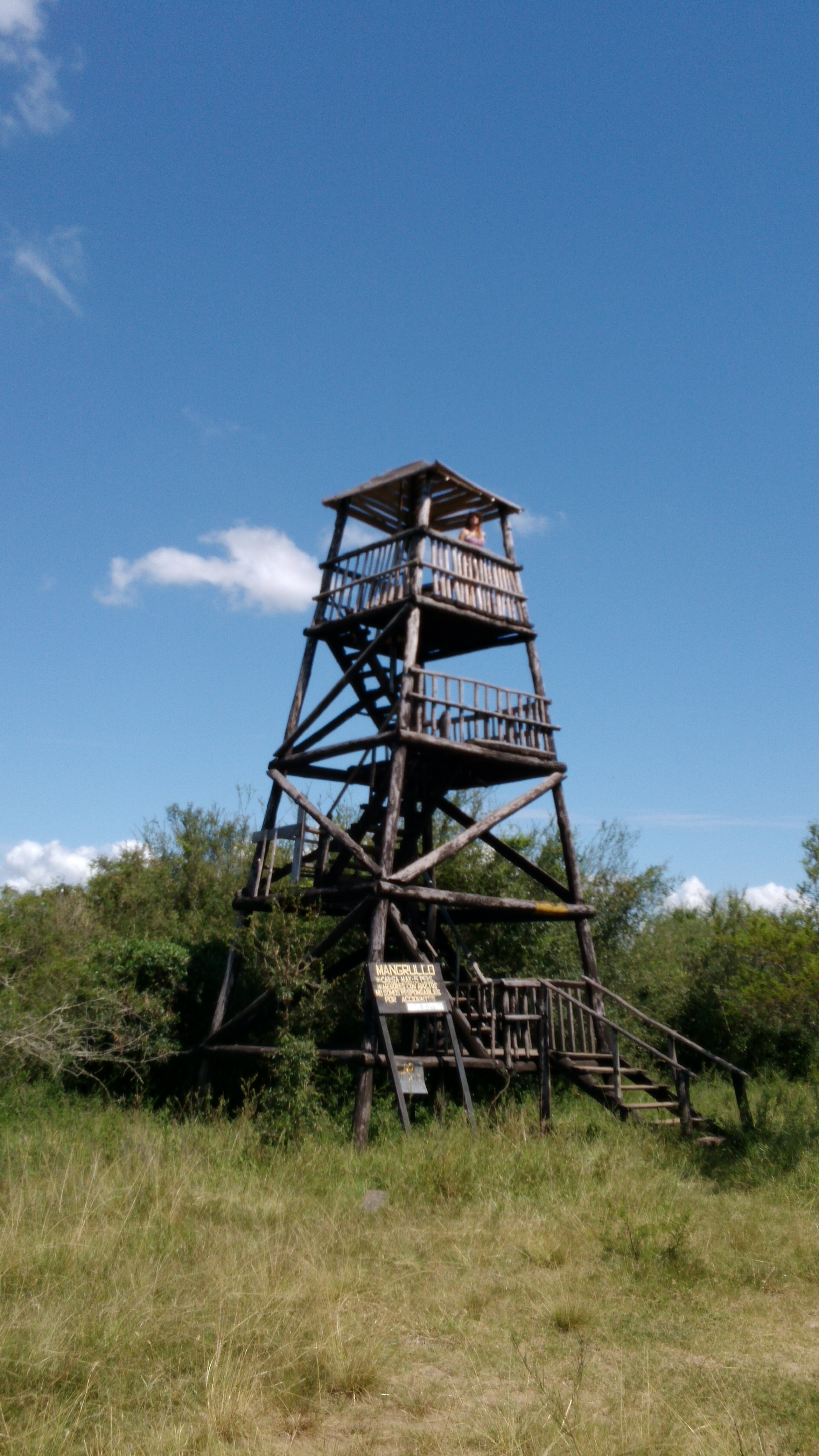
Mangrullo de la triple frontera

### Medio físico
Rincón de Franquía forma parte de la formación Arapey y es una planicie de inundación de los ríos Uruguay y Cuareim, contando con albardones y lagunas marginales. El suelo está formado principalmente por materiales finos, sedimentos arcillo limosos, sedimentos aluviales antiguos y arena.

### Flora
En cuanto a las formaciones vegetales del área, existen tres principales; el bosque ribereño del río Uruguay, el del río Cuareim, y el bosque de parque. Se han registrado 54 especies leñosas diferentes como el timbó blanco (Albizia inundata).

### Fauna
Se han registrado unas 223 especies de aves en Rincón de Franquía, lo que corresponde a un 50% del total de aves registradas en todo Uruguay. Entre las especies presentes se destacan el capuchino pecho blanco (Sporophila palustris), una especie en peligro a nivel mundial; el capuchino castaño (Sporophila hypochroma), la tangará común (Euphonia chlorotica); la tangará cabeza celeste (Euphonia cyanocephala). En cuanto a mamíferos existen 15 especies registradas, entre ellas una especie de marmosa, que son escasas en Uruguay; y una especie de murciélago, Eumops patagonicus, muy escaso también en el país.
Existen además 21 especies de anfibios y 14 de reptiles, 3 de las cuales la rana boyadora chica Lysapsus limellus, la rana chaqueña Leptodacytlus chaquensis, y la culebra sepia Thamnodynastes strigatus, están en la lista roja de la UICN. Se destaca además en la zona el registro único para Uruguay de culebra arborícola (Phylodrias olfersii) y la anaconda amarilla (Eunectes notaeus).